# Jadraque
Jadraque è un comune spagnolo di 1.323 abitanti situato nella comunità autonoma di Castiglia-La Mancia.
Il toponimo è di origine araba: "Xadraq".

## Descrizione
Si trova nella valle del fiume Henares, nella provincia di Guadalajara, a 48 km a nordest della città di Guadalajara e a 106 km a nordest di Madrid. Il suo monumentale castello offre una vista sulla vallata, che lo rende tappa obbligatoria nel turismo della comarca La Alcarria.
A Jadraque, avente 1.492 abitanti nel 2007 (INE 2007), raggiunse i 1.934 nel 1960, secondo il censimento di quell'anno.
4 km dalla città, si trova la località di Castilblanco de Henares, borgo del Comune di Jadraque.

## Monumenti e siti di interesse
Nel centro della città, si possono vedere: 
- la chiesa del XVII secolo, al cui interno si trovano il Cristo recogiendo sus vestiduras, di Zurbarán, e una tela attribuita a Pedro de Mena.
- la casa delle Orsoline[1], che servì da rifugio nel 1808 al politico della Ilustración, Jovellanos,[2] e al pittore Francisco de Goya.
- Un'altra casa, di parte opposta, è quella dell'Inquisizione, nella plaza Mayor, che presenta lo stemma dell'istituzione parzialmente distrutto.

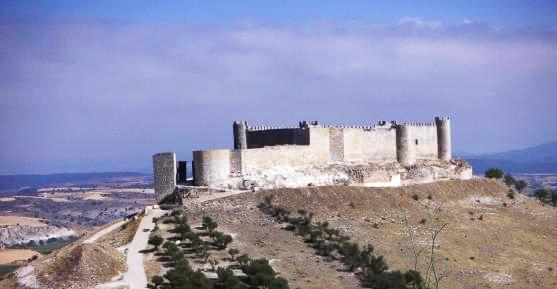
Castillo del Cid (XV secolo).

- Nei dintorni, il monumento principale è il cosiddetto Castillo del Cid (castello del Cid).
- Un altro sito interessante è il santuario de Nuestra Señora de Valbuena.

## Storia
Nella prima metà del XV secolo, nelle vicinanze di questo municipio, avvenne l'incontro con spirito battagliero degli eserciti di Castiglia e di Aragona durante il Regno di Giovanni II di Castiglia e di suo cugino Alfonso V di Aragona. Si poté, infine, evitare la battaglia grazie alla intercessione della Regina di Castiglia Maria di Aragona, consorte reale di Giovanni II e sorella di Alfonso V.

## Feste
La festa principale è quella delle recuperate di San Antolín, negli ultimi giorni di gennaio, durante la quale i ragazzi saltano le numerose illuminarie che si accendono nei diversi quartieri del paese.